# ۲۶۴ (پیش از میلاد)
۲۶۴ (پیش از میلاد) ۲۶۴مین سال قبل از تقویم میلادی است.